# Схеми збагачення руд розсипних родовищ
Схеми збагачення руд розсипних родовищ — найважливіше промислове значення мають чотири групи розсипних родовищ:
- — руди, що містять благородні метали (густина корисних мінералів — 15-19 т/м3);
- — руди, що містять каситерит, вольфраміт, танталіт, ніобіт (6 — 8 т/м3);
- — руди, що містять титанові, цирконієві, торієво-рідкісноземельні мінерали (4,2 — 5,2 т/м3);
- — алмазовмісні руди (густина алмазів 3,5-3,53 т/м3).

## Загальний опис
У розсипних рудах корисні мінерали знаходяться у вільному стані, тому в схемах збагачення операції дроблення і подрібнення відсутні. Іншою особливістю розсипних руд є концентрація корисних мінералів у дрібних класах — ефелях (0,2 — 25 мм), у гальці (25 — 100 мм) зустрічаються самородки, у крупних класах — валунах (+100 мм) і тонких — мулах (-0,2 мм) корисні мінерали, як правило, відсутні. Тому підготовка руд до збагачення полягає в їхній дезинтеграції і наступному грохоченні з метою відділення ефелів (і гальки при наявності в руді самородків). Операція грохочення в даному випадку є одночасно й операцією збагачення, тому що дозволяє виділити і направити у відвал класи, що не містять корисний мінерал.
Мокра дезинтеграція руди залежно від промивності здійснюється на барабанних і плоских грохотах, у скруберах, шлюзах і коритних мийках. Операції дезинтеграції і грохочення часто здійснюють в одному апараті.
Схема збагачення розсипних руд складається з двох циклів — основного і доводочного. У першому циклі видаляють у відходи основну масу породи і одержують грубий концентрат при максимальному вилученні в нього корисних компонентів. Збагачення розсипних руд в основному циклі здійснюється гравітаційними процесами — на шлюзах, відсадкою, на ґвинтових, струминних і конусних сепараторах. При збагаченні алмазовмісних руд застосовується сепарація у важких суспензіях. Для перечищень дрібних концентратів часто використовуються концентраційні столи. У доводочному циклі застосовуються складні схеми збагачення з використанням різних процесів, що дозволяють найповніше вилучити всі цінні компоненти в товарні продукти.
Вибір процесу збагачення залежить від крупності, густини і форми зерен мінералів, що вилучаються.

## Золотовмісні розсипи

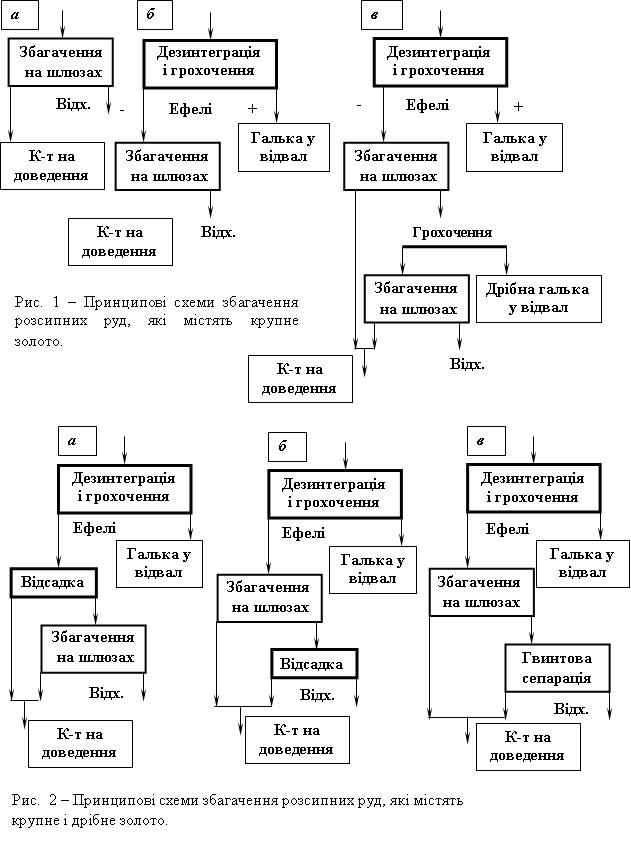

При обробці легкопромивних розсипів з крупним золотом (+0,2 мм), які не містять значної кількості валунного матеріалу, схема збагачення на шлюзах невеликих розмірів може дати високе вилучення (рис. 1 а). Ця ж схема може бути використана при гідравлічному способі розробки розсипів. У цьому випадку застосовують шлюзи великого перетину і значної довжини при витратах води до 15 м3/т. Високі швидкості потоку, що досягаються при таких витратах води, забезпечують достатню дезинтеграцію збагачуваного матеріалу, транспортування по шлюзу валунів крупністю до 300 мм при досить повному вилученні золота.
При невеликому вмісті в розсипі дрібного золота застосовують схеми, зображені на рис. 1 б і в. За схемою у введення операції грохочення відходів першого шлюзу приводить до зниження крупності матеріалу, який надходить у вторинний шлюз, що дозволяє знизити швидкість потоку у вторинному шлюзі і тим самим створити більш сприятливі умови для вловлювання дрібного золота. Повторне збагачення на шлюзах дрібної фракції відходів основного шлюзу часто застосовується і при гідравлічному способі розробки.
При наявності в розсипах крупного (+0,2 мм) і дрібного (-0,2 мм) золота для обробки ефелів застосовують комбіновані схеми, що включають збагачення на шлюзах і відсадку (рис. 2 а і б) або збагачення на шлюзах і контрольне збагачення відходів шлюзу на ґвинтових сепараторах (рис. 2 в).
Відсаджувальні машини можуть бути встановлені як перед шлюзами (рис. 6.18 а), так і на відходах шлюзів (рис. 2 б). Встановлення відсаджувальних машин перед шлюзами дозволяє збільшити робочий час шлюзів між споліскуваннями, але при наявності самородків для їхнього видалення буде потрібна періодична зупинка відсаджувальних машин. Ґвинтові сепаратори встановлюють для вловлювання дрібного золота після уловлювання крупного золота на шлюзах (рис. 2 в).
Схеми, аналогічні (рис. 1 і 2), застосовують і при збагаченні розсипів, що містять інші благородні метали.

## Олововмісні розсипи

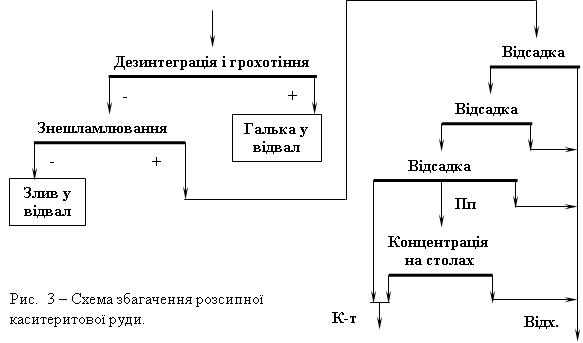

Схеми збагачення розсипів, що містять корисні мінерали високої густини (понад 6 т/м3), звичайно включають операції дезинтеграції і класифікації в скрубер-бутарах та операції концентрації на шлюзах, у відсаджувальних машинах або ґвинтових сепараторах з одержанням чорнових гравітаційних концентратів (рис. 3). Зерна каситериту, що містяться в розсипах, як правило, мають округлу форму. Округла форма зерен сприяє їхньому вилученню відсадкою і утруднює вилучення ґвинтовою сепарацією. Плоска форма зерен, навпаки, полегшує вилучення ґвинтовою сепарацією і утруднює — відсадкою. Крім того, при вмісті в руді тонких шламів у кількості, що перевищує 15 %, в'язкість пульпи підвищується, що несприятливо позначається на результатах ґвинтової сепарації. У цьому разі вихідний матеріал перед збагаченням необхідно знешламлювати.
При крупності зерен корисних мінералів понад 4 мм використовується відсадка, при середній крупності зерен 0,1 — 4 мм застосовують ґвинтову сепарацію, для збагачення тонких зерен –0,1 мм — струминні і конусні сепаратори. Перезбагачення промпродуктів, особливо дрібних і тонких, виконують на концентраційних столах і автоматичних шлюзах. Схеми дозволяють одержати чорнові концентрати зі вмістом до 20 % корисного мінералу при вилученні до 95 %.

## Розсипи, що містять рідкісні метали

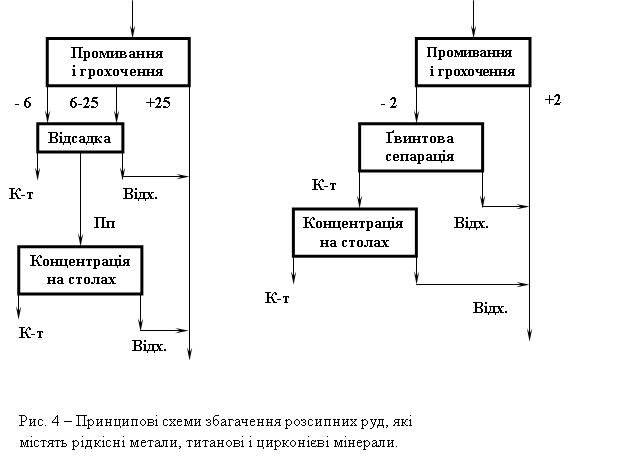

Схеми основного циклу збагачення розсипів, що містять рідкісні метали, титанові і цирконієві мінерали, включають операції дезинтеграції, грохочення і збагачення дрібного класу у відсаджувальних машинах, ґвинтових, струминних і конусних сепараторах. Для перечищення концентрату часто застосовуються концентраційні столи. Типові схеми основного циклу наведені на рис. 4. Доведення концентратів основного циклу збагачення розсипних руд першої-третьої груп здійснюється на центральних доводочних фабриках. Схеми доводки чорнових концентратів включають магнітну й електричну сепарацію, концентрацію на столах, флотогравітацію, флотацію, сушку. Вибір схеми доводки залежить від мінералогічного складу і крупності концентрату.

## Алмазовмісні розсипи
Схеми основного циклу збагачення алмазовмісних розсипних руд включають операції дезинтеграції, грохочення і збагачення відсадкою або у важких суспензіях. На збагачення надходять тільки середні класи крупності, крупні і дрібні класи направляють у відвал. Вибір максимальної і мінімальної крупності зерен, що надходять на збагачення, залежить від величини алмазів, що містяться в розсипі. Звичайно максимальна крупність збагачуваного матеріалу складає 8 — 25 мм, мінімальна — 0,5 — 2,5 мм. Якщо середні класи крупності збагачуються відсадкою, то вони попередньо класифікуються за вузькою шкалою з модулем 2 або 3. При збагаченні у важких суспензіях вузької класифікації не потрібно. У суспензійних сепараторах може збагачуватися матеріал крупніше 1,8 мм, у суспензійних циклонах — крупніше 0,5 мм. Унаслідок високої цінності алмазів і порівняно невеликої розбіжності в густині алмазів (3,5 — 3,53 т/м3) та порожньої породи (2,7 — 2,9 т/м3) найбільш раціональним для основного циклу збагачення є процес розділення в суспензіях. Типова схема основного циклу (рис. 5) включає операції дезинтеграції руди і розділення її на чотири класи крупності з направленням найкрупнішого і найдрібнішого у відвал (вони не містять алмазів). Середні класи крупності направляють на збагачення в суспензійні сепаратори (крупний-середній) і циклони (дрібний-середній). Видалення суспензії з продуктів збагачення і її регенерація здійснюються за звичайною схемою. Доведення концентрату основного циклу збагачення здійснюється за схемами, що включають процеси грохочення, флотації, магнітної і електричної сепарації, збагачення на жирових столах і люмінесцентних автоматичних сепараторах. Вибір процесів доведення чорнових концентратів залежить від їх мінералогічного складу і крупності.